# 芸術写真研究
芸術写真研究（げいじゅつしゃしんけんきゅう、藝術寫眞研究）とは、第二次世界大戦以前から（中断はあるものの）戦後まで刊行されていた日本の写真関係の雑誌。写真投稿者の中から高山正隆、山本牧彦、渡辺淳らが登場し、これら写真家たちは「ベス単派」と呼ばれるようになり、この雑誌は「ベス単派」の拠点となった。

## 沿革
1922年5月にアルスが創刊。当初は南実が中心であったが、1923年4月号から中島謙吉（中嶋謙吉）が発行兼編集者となり中心となった。
1923年10月号から同社の雑誌「カメラ」に合併（関東大震災の影響）。1924年9月号（3巻1号、復活号）から独立刊行を再開。1926年4月号から「カメラ」に再合併。
中嶋は、この雑誌が「カメラ」に合併されている期間中である1928年9月にアルス社の経営上の改革のためアルス社を退社し、光大社を創設して1929年1月号（6巻1号）から独立刊行を開始した。この後、しばしば休刊号が出たため、特に1932年から1940年までが「巻号」と「年月」が一致していない。詳細は、下記「戦前の芸術写真研究の巻号」を参照。1940年8月号（15巻4号）まで刊行したのち休刊し、戦時雑誌統廃合で1941年1月号から『アサヒカメラ』に合併された。
戦後は1951年6月号（15巻5号、ページ数も15巻4号から連続している）から復刊し、1970年11月号（33巻1号通巻373号）までで廃刊。
1972年には、「ベス単派（光大派）」の中心人物の1人である渡辺淳などにより、後継誌『光大』（桐畑会）が刊行された。

## 戦前の芸術写真研究の巻号
上記のとおり、芸術写真研究は3回の休刊（合併）を経ており、また、刊行時期が不安定であるため、巻号と年月の関係が複雑である。戦前に関しては、具体的に以下のとおり。
- 第1巻→1922年（大正11年）5月号（創刊号）～12月号（1巻8号まで）
- 第2巻→1923年（大正12年）1月号～9月号（2巻9号まで）
- 第3巻→1924年（大正13年）9月号～12月号（3巻4号まで）
- 第4巻→1925年（大正14年）1月号～12月号
- 第5巻→1926年（大正15年）1月号～3月号（5巻3号まで）
- 第6巻→1929年（昭和4年）1月号～12月号
- 第7巻→1930年（昭和5年）1月号～12月号
- 第8巻→1931年（昭和6年）1月号～12月号
- 第9巻→1932年（昭和7年）6月号、7月号、8月号、9月号、12月号、1933年（昭和8年）2月号、4月号、6月号、7月号、11月号、12月号、1934年（昭和9年）1月号
- 第10巻→1934年（昭和9年）3月号、4月号、5月号、8月号、10月号、12月号、1935年（昭和10年）1月号、5月号、7月号、9月号、10月号、11月号、12月号（10巻13号まで）
- 第11巻→1936年（昭和11年）5月号～1937年（昭和12年）4月号
- 第12巻→1937年（昭和12年）5月号～1938年（昭和13年）4月号
- 第13巻→1938年（昭和13年）5月号～1939年（昭和14年）4月号
- 第14巻→1939年（昭和14年）5月号～1940年（昭和15年）4月号
- 第15巻→1940年（昭和15年）5月号～1940年（昭和15年）8月号（15巻4号まで）

以上を合計すると、149号（149冊）となる。
なお、巻号と年月のズレに加えて、月号と奥付け記載の発行月が異なっている場合があるので注意が必要である。例は以下のとおり。
- 巻号→年月→奥付け記載の発行月
- 8巻1号→1931年1月号→1931年3月
- 8巻2号→1931年2月号→1931年4月
- 8巻3号→1931年3月号→1931年5月
- 8巻4号→1931年4月号→1931年7月
- 8巻5号→1931年5月号→1931年8月